# Andreas Simons
Andreas Simons (* 9. Mai 1823 in Rheinbach; † 7. August 1900 in Darmstadt) war ein deutscher Architekt und Publizist.

## Leben und Werk
Simons wuchs in der Familie des Gymnasiallehrers Peter Joseph Mockel auf. Bereits als Gymnasiast war er  Mitbegründer des Maikäferbundes, einer von Sommer 1840 bis März 1847 existierenden  literarischen Gruppe, und studierte von 1842 bis 1846 in Bonn Jura und Philologie, 1843 bis 1845 Kunstgeschichte, wandte sich dann dem Studium der Architektur zu. Er studierte an der Bauschule des Polytechnikums in Karlsruhe und an der Bauakademie in Berlin. Bereits 1846 machte er sich einen Namen mit der Bauaufnahme der Doppelkapelle in Schwarzrheindorf. Danach war er als Architekt In Düsseldorf, Karlsruhe und Berlin tätig, wo er bei August Stüler arbeitete. Ab 1850 war er selbständiger Architekt und führte nach dem Tod August Sollers 1853 den Bau der Michaelkirche zu Berlin aus. Von 1854 bis 1858 wurde nach seinen Entwürfen die Braunschweiger Bank und Kreditanstalt errichtet. Von 1869 bis 1895 unterrichtete er am Polytechnikum in Darmstadt (ab 1877 Technische Hochschule zu Darmstadt) im Fach Baukunst. Seinen Ruhestand verbrachte er in Bonn.